# Ananusia longiscapus
Ananusia longiscapus is een vliesvleugelig insect uit de familie Encyrtidae. De wetenschappelijke naam is voor het eerst geldig gepubliceerd in 1913 door Girault.
1. ↑  Catalogue of Life - 2011 Annual Checklist :: Species details. www.catalogueoflife.org. Geraadpleegd op 10 augustus 2023.